# Moonwalk

Moonwalk

De moonwalk is een danstechniek waarbij een danser vooruit lijkt te lopen terwijl hij in werkelijkheid een achterwaartse beweging maakt. Het loopje werd wereldberoemd doordat Michael Jackson het demonstreerde tijdens een televisiespecial ter gelegenheid van het vijfentwintigjarig jubileum van het Motown-platenlabel. 
Velen zagen de moonwalk voor het eerst vertoond door Michael Jackson met als gevolg dat Michael Jackson vaak foutief gezien wordt als de eerste moonwalker. James Brown vertoonde de moonwalk al eind jaren zestig en voor hem vertoonden anderen de basis ervan ook al.  Michael Jackson toonde de moonwalk  echter in een geperfectioneerde vorm en anno jaren tachtig uiteraard beter gefilmd dan ooit tevoren. Het was sensationeel om te zien zowel voor televisie-events als in zijn videoclips en tijdens de concerten. Daarom ligt het voor de hand dat Michael Jackson de eerste persoon is waarmee de moonwalk wordt geassocieerd. 
Het loopje gaat achteruit waarbij de voeten op- en neergaan, wat een bepaald effect veroorzaakt dat lijkt op lopen in de ruimte in een situatie zonder zwaartekracht. Het is ook mogelijk om de moonwalk opzij te maken of zelfs vooruit, hoewel dit erg moeilijk is.
Deze moonwalk heet eigenlijk backslide. Bij de originele moonwalk, die Michael Jackson van Geron Candidate leerde, moet het loopje in een cirkel worden gelopen.